# Рустамов, Анвер Кеюшевич
Анвер Кеюшевич Рустамов (17 декабря 1917, Асхабад, Закаспийская область, Российская империя — 18 января 2005, Туркменистан) — советский и туркменский зоолог, государственный и общественный деятель Туркменской ССР.
Доктор биологических наук (1950), профессор по кафедре зоологии (1950), член-корреспондент АН ТССР (1969), академик АН ТССР (1975) и АНТ (1993). Заслуженный деятель науки Туркменской ССР (21 октября 1967 года) и лауреат Государственной премии ТССР в области науки и техники за «Цикл работ по охране природы» (1983). Член КПСС (1951-1991).

## Биография
Родился в г. Асхабаде (ныне — Ашхабад, столица Туркмении) в семье школьного учителя.
В 1932 году окончил семилетнюю школу. В 1932-1933 — учащийся Ашхабадского индустриального техникума (до его закрытия).
В 1938 г. с отличием окончил естественный факультет Ашхабадского педагогического института им. А. М. Горького. Одновременно в 1936—1937 гг. преподавал на курсах Туркменского института просвещения.
В 1937-1939 — преподаватель Ашхабадского физкультурного техникума.
В 1939 поступил в очную аспирантуру на кафедру зоологии Ашхабадского государственного педагогического института (научный руководитель — проф. М. К. Лаптев).
В 1940-1941 гг. — служба в армии и участие в начале Великой Отечественной войны (на территории Молдавии), после ранения и контузии переведён в запас.
В 1942 — преподаватель Харьковского военно-медицинского училища (эвакуированного в г. Ашхабад), одновременно — продолжение учёбы в аспирантуре (заочно).
В 1942-1943 — исполняющий обязанности старшего научного сотрудника Биологического института Туркменского филиала АН СССР.
В 1943 — защитил кандидатскую диссертацию: присуждена учёная степень кандидата биологических наук и звание старшего научного сотрудника.
В 1943 — повторная служба в армии — старшина Тамбовского пехотного училища (дислоцированного в г. Ашхабаде).
В 1944-1945 — директор Зоолого-зоотехнического института и Учёный секретарь Президиума Туркменского филиала АН СССР.
В 1945-1947 — старший научный сотрудник Зоолого-зоотехнического института Туркменского филиала АН СССР, одновременно — в заочной докторантуре АН СССР (научный руководитель — проф. Г. П. Дементьев).
С 1946 — действительный член Московского общества испытателей природы.
В 1947-1978 — заведующий кафедрой зоологии Туркменского сельскохозяйственного института имени М. И. Калинина. В 1948-1949 — декан зооветеринарного факультета (по совместительству) того же института. В 1952-2004 — член Учёного совета (в 1960—1988 — Председатель, 1998—2004 — Почётный член) Туркменского сельскохозяйственного института (с 1994 — сельскохозяйственный университет). В 1960-1978 — организатор и Председатель Учёного специализированного совета Туркменского сельскохозяйственного института по защите кандидатских диссертаций. В 1960—1988 гг. ректор Туркменского сельскохозяйственного института им. М. И. Калинина (ныне — Туркменский сельскохозяйственный университет имени С.А. Ниязова). В 1978-1988 — организатор и заведующий кафедрой охраны природы (первой среди сельхозвузов СССР) Туркменского сельскохозяйственного института. В 1981-1988 — организатор и научный руководитель Проблемной лаборатории по охране и рациональному использованию животного мира при кафедре охраны природы Туркменского сельскохозяйственного института. В 1988-1997 — профессор (1993—1997 — профессор-консультант) кафедры охраны природы Туркменского сельскохозяйственного института (с 1994 — сельскохозяйственный университет).
В 1949 — присвоено звание доцента, избран членом Всесоюзного общества «Знание». В 1956-1987 — председатель Ашхабадского городского отделения Всесоюзного общества «Знание». В 1959-1991 — член Президиума Туркменского республиканского общества «Знание».
В 1950 — защитил докторскую диссертацию: присуждена учёная степень доктора биологических наук и звание профессора.
В 1950-1964 — профессор кафедры зоологии (по совместительству) Туркменского государственного университета имени А. М. Горького.
В 1955-1968 — член Президиума и ответственный секретарь Туркменского республиканского Комитета защиты мира.
В 1956-1991 — член Орнитологического комитета АН СССР, один из организаторов и участник I-Х Всесоюзных орнитологических конференций.
В 1957-1997 — член Учёного совета Института зоологии АН Туркменистана. В 1959-1997 — Председатель постоянной комиссии по охране природы АН Туркменистана. В 1960-1991 — член Координационного совета АН ТССР по проблеме — «Биологические основы освоения, реконструкции и охраны животного мира» и редколлегии журнала «Известия Академии наук Туркменской ССР. Серия биологических наук».
В 1963-1971 - Депутат Верховного Совета ТССР и Председатель комиссии по сельскому хозяйству Верховного Совета Туркменской ССР.
В 1963-1972 — Председатель Туркменского республиканского совета Научно-Технических Обществ (НТО СССР). В 1968-1978 — член Центрального совета НТО СССР.
В 1966-1991 — член Зоогеографического комитета АН СССР, один из организаторов и участник IV—VIII Всесоюзных зоогеографических конференций; член Совета по координации научно-исследовательских работ при Президиуме АН ТССР и Председатель секции по сельскохозяйственным наукам. В 1969-1991 — член Научного совета АН СССР по проблеме «Биологические основы освоения, реконструкции и охраны животного мира». В 1987-1991 — член координационного Совета АН СССР по проблемам миграций, управления поведением и численностью птиц.
В 1968—1998 — основатель и председатель Туркменского общества охраны природы и Почётный его член (с 2000).
В 1969-1976 — член Национального комитета СССР по изучению вирусов, связанных с птицами.
В 1970-1991 — член Комитета по Государственным премиям Туркменской ССР в области науки и техники и член Главной редакции Туркменской Советской Энциклопедии.
В 1973-1991 — член Всесоюзного герпетологического комитета АН СССР.
В 1974-1991 — член Научного совета по Комплексному изучению и освоению пустынных территорий Средней Азии и Казахстана.
В 1978-1991 — член Научно-методического совета Главного управления по сельхозвузам МСХ СССР и Научно-технического совета по проблемам окружающей природной среды Государственного комитета по науке и технике СМ СССР.
В 1981-1985 — Председатель постоянного оргкомитета Всесоюзных олимпиад «Студент и научно-технический прогресс» среди сельскохозяйственных вузов (по биологическим наукам).
Вице-президент Мензбировского орнитологического общества (1983—1992) и Почётный его член (с 1985).
В 1990-1992 — Главный научный сотрудник-консультант лаборатории герпетологии и териологии Института зоологии АН Туркменистана.
В 1990-1997 — Член Бюро отделения биологических наук АН Туркменистана.
В 1992-1997 — организатор и руководитель лаборатории Института зоологии АН Туркменистана по проблемам охраны биоразнообразия и орнитокомплексов Средней Азии, заместитель председателя Учёного специализированного совета того же института по защите диссертаций.
В 1992-1998 — член Президиума Экологического фонда Туркменистана.
В 1996 вступил в Союз охраны птиц России.
В 1998 вышел на пенсию и, несмотря на болезнь, завершил главный труд своей жизни — монографию «Животный мир Туркменистана его охрана» (опубликована на туркменском и русском языках в издательстве «Ылым» в 2011 г.).
В 2000 избран Почётным членом Туркменского общества охраны природы.
Скончался 18 января 2005 года в своём доме в г. Ашхабаде (аневризма брюшной аорты). Похоронен на кладбище Чоганлы, на северной окраине Ашхабада. Четыре года спустя рядом похоронили его старшую сестру — Изумруд Кеюшевну (1915—2009), а ещё через четыре года и младшего брата — Инглаба Кеюшевича (1929—2013), известного туркменского ученого-геоботаника, профессора Туркменского государственного университета имени Махтумкули.

## Научные воззрения
Исследовал авифауну пустыни Каракумы, инициатор многих экспедиций по изучению и сохранению животного мира этой пустыни и Туркменистана в целом. Внёс значительный вклад в развитие зоологической и экологической науки и Высшего образования в Туркменистане, а также в теорию и практику охраны природы, являясь автором более 500 опубликованных работ — монографий, учебников и научных статей; инициатором и одним из разработчиков первого Закона Туркменистана по охране природы, принятого Парламентом республики в 1963 г.
В 1930-е гг. в стенах Ашхабадского педагогического института им. А. М. Горького трудился известный исследователь животного мира Средней Азии — профессор Михаил Константинович Лаптев (1885—1948), который заведовал кафедрой зоологии. Творческая атмосфера, богатая библиотека, обширная зоологическая коллекция, замечательный музей естественной истории на кафедре и работа в научном студенческом кружке пробудили у А. К. Рустамова большой интерес к науке. На формирование А. К. Рустамова, как учёного, большое влияние оказала его многолетняя работа и дружба с его учителем Георгием Петровичем Дементьевым (1898—1969) — всемирно известным орнитологом, профессором Московского университета им. М. В. Ломоносова. У него А. К. Рустамов был докторантом, с ним работал в поле и в кабинете, публиковал совместные научные труды, пополнял и расширял научные знания, пользуясь его богатейшей библиотекой, а главное — учитель щедро делился с учеником своими обширными энциклопедическими познаниями. Г. П. Дементьев ввёл А. К. Рустамова в круг известных зоологов, работавших в середине XX века в Зоологическом музее и на биологическом факультете Московского университета: Сергей Иванович Огнев, Владимир Георгиевич Гептнер, Сергей Сергеевич Туров, Александр Николаевич Формозов, Николай Алексеевич Гладков, Георгий Васильевич Никольский, Евгений Павлович Спангенберг, Евгений Семенович Птушенко и др. Разработка фаунистических, экологических и зоогеографических проблем, благодаря исследованиям этих и других учёных, в те годы в Советском Союзе находилась в расцвете. Общаясь и работая бок о бок с этими учёными, А. К. Рустамов не мог не испытывать на себе их благотворного влияния.
Наряду с изучением экологии и зоогеографии пустынной авифауны учёным было многое сделано и по другим аспектам орнитологии. А. К. Рустамов являлся, по сути, одним их зачинателей исследований в области антропогенного ландшафта: понятие «антропогенный ландшафт», его классификация, экологические и этологические изменения, возникающие у птиц в связи с условиями в таких ландшафтах, региональные особенности фауны аридных ландшафтов, преобразованных в антропогенные, наконец, цели и задачи антропогенной зоогеографии, как научного направления, вот круг изученных А. К. Рустамовым вопросов по данной проблематике.
Среди многих орнитологических публикаций А. К. Рустамова следует выделить монографию «Птицы Туркменистана» (1958), касающуюся отряда воробьиных, в которой автор выступает как фаунист, систематик, эколог и зоогеограф. Уместно отметить, что орнитологические работы учёного выходят далеко за пределы Туркменистана. Он являлся соавтором многотомных изданий «Птицы Советского Союза» (1954), «Птицы СССР» (1982), «Птицы России и сопредельных территорий» (1993, 2005), «Птицы Средней Азии» (2007).

## Педагогическая деятельность и просветительство
Жизнь и деятельность А. К. Рустамова были связаны с Туркменистаном, одним из самобытных и интереснейших в природном отношении регионов. Здесь проводили исследования многие натуралисты и биологи. На этом фоне особо выделялась деятельность А. К. Рустамова, который, впитав лучшие традиции науки того времени, сумел за короткое время выдвинуться в число ведущих зоологов СССР. Его имя стало известным после защиты в марте 1950 г. докторской диссертации и последующей публикации монографии «Птицы пустыни Каракум» (1954). Молодому доктору наук не исполнилось ещё и 33-х лет — в то время такой возрастной ценз был присущ далеко не многим биологам страны, а в ТССР он стал первым среди зоологов, защитивших докторскую диссертацию. 
Круг научных интересов А. К. Рустамова широк: орнитология, герпетология, зоогеография, охрана редких видов и биоразнообразия, история зоологии, научно-методические проблемы высшего образования. Однако основным для него являлась орнитология и любимым объектом изучения — птицы, которых А. К. Рустамов, вслед за Г. П. Дементьевым рассматривал в качестве модели для изучения общих биологических вопросов. В частности, в упомянутой книге по птицам Каракумов, как и в других публикациях, выяснены многие особенности адаптации животных организмов к аридным условиям существования: параллельные приспособления у многих видов птиц в большинстве своём одинаковы для пустынных форм и направлены на приспособления к существованию различных видов животных в экстремальных условиях дефицита влаги, избытка инсоляции и резкого перепада температур. В итоге учёный пришёл к выводу, что эколого-физиологические и этологические приспособления, выработавшиеся под давлением отбора, служат птицам для экономии энергетических затрат, экономии расходования влаги и поддержания обмена веществ на относительно низком уровне.
Перу А. К. Рустамова принадлежит более 500 публикаций — монографий, учебников, брошюр, статей, тезисов, отражающие богатый научный материал, добытый в экспедициях. В них не просто зарегистрированные факты, но и оригинальные научные обобщения. Своё понимание учёный внёс в «понятие о жизненных формах в экологии животных», которое А. К. Рустамов рассматривает, исходя из эколого-географического изоморфизма, исторически приведшего к выработке у животных из разных систематических групп сходных морфологических, экологических и этологических адаптаций в условиях соответствующих ландшафтов. В ряде работ уделено большое внимание принципам зоогеографического анализа региональных фаун и выяснению эколого-географической сущности понятия «зоогеографический комплекс». Важные мысли высказаны и о полифагии, сопровождаемой по мнению учёного, определённой пищевой специализацией. В некоторых работах рассматриваются вопросы динамики численности животных и взаимоотношений «хищник-жертва».
Осуществлял активную деятельность по линии Всесоюзного общества «Знание», Туркменского республиканского Комитета защиты мира, Комиссии по просвещению Международного Союза по охране природы (IUCN) и Туркменского общества охраны природы, которое было образовано по инициативе А. К. Рустамова в 1968 г. Участвовал в разработке программ экологического образования и воспитания, в распространении знаний об охране природы. Один из зачинателей природоохранного законодательства, разработчик Первого Закона Туркменистана по охране природы (1963).
Инициатор создания Красной книги Туркмениской ССР (первый выпуск в 1985).
Являлся членом Научного совета АН СССР по Программам UNESCO «Человек и биосфера» и UNESCO/UNEP по образованию в области окружающей среды. Был членом редколлегии журнала «Известия АН ТССР, серия биологических наук», вёл большую редакционную работу в других издательствах, автор многих научно-популярных брошюр и статей для массового читателя, часто выступал на страницах газет и журналов.

## Семья
Дед по отцовской линии — Алескер Рустамбек-оглы — выходец из семьи бека-землевладельца, имевшего земельные наделы в Карабахе в середине XIX столетия. Но после крестьянской реформы 1870-х годов в Закавказье, приведших к потере родовых земель, он поселился в г. Агдаме, где владел конюшней с бригадой фаэтонщиков в караван-сарае. В 1902 г. Алескер Рустамбек-оглы уехал из Карабаха в Закаспий и обосновался в Асхабаде. Старший его сын Кеюш — отец Анвера Кеюшевича был школьным учителем, который переехал в Асхабад с семьёй позже — в 1916 г., то есть за год до рождения А. К. Рустамова.
Осенью 1938 г. Анвер Кеюшевич познакомился с Е. А. Юхтовской (г.р. 1918), уроженкой г. Благовещенска, куда ещё в XIX веке перебрались предки её отца — польские эмигранты из Украины. Елизавета Александровна приехала в г. Ашхабад и училась на филологическом факультете Ашхабадского педагогического института им. А. М. Горького. Накануне нового 1942 г. они поженились. Их супружеская жизнь длилась более 60 лет. В сентябре 1942 г. родилась дочь Белла; в 1945 г. — сын Игорь; в 1952 г. — второй сын Эльдар. Кроме троих детей, — 9 внуков 4 правнука, правнучка и праправнучка (2016 г.). Дочь Белла — биохимик, доктор наук, работает в МГУ им. М. В. Ломоносова; старший сын Игорь после окончания МВТУ им. Н. Э. Баумана Московский государственный технический университет имени Н. Э. Баумана в г. Москве работал в Центральном конструкторском бюро ПО "Завод «Арсенал» в Киеве, где живёт и сейчас; Эльдар — пошёл по стопам отца, стал зоологом, доктором биологических наук, профессором.

## Адреса в Ашхабаде
Детство А. К. Рустамова прошло на ул. Ш. Руставели и ул. Новая (впоследствии С. Шаумяна), ныне эти улицы не сохранились. После женитьбы, с 1942 по 1945 гг. семья снимала жильё на улице Овражная, а с 1945 по 6 октября 1948 г., то есть до Ашхабадского землетрясения — в доме по адресу Крымская, дом 14 (ныне перекрёсток ул. Алишера Навои и Молланепеса), после землетрясения — на ул. Степная, дом 21 в районе Текинского базара (в 2014 г. этот дом и весь квартал были снесены). В 1947—1998 гг. работал в Туркменском сельскохозяйственном институте, здание которого расположено по адресу ул. 1-го Мая (ныне — Гёроглы), дом 62.

## Государственные награды
- орден Ленина — за плодотворную научную, педагогическую и общественную деятельность[1]

## Память и посвящения
Премия имени А. К. Рустамова:
Премия имени академика АН Туркменистана А. К. Рустамова за исследования по изучению и охране птиц Средней Азии и Казахстана, среди молодых учёных, учреждена Королевским обществом защиты птиц (RSPB) Великобритании в 2008 г.
Научные сборники:
- к 50-летию: Животный мир Туркмении (наземные позвоночные). Ашхабад: Ылым, 1970. — 190 с.
- к 60-летию: Охрана природы Туркменистана. Выпуск 5. Ашхабад: Ылым, 1979. — 175 с.
- к 70-летию: Редкие и малоизученные животные Туркменистана. Ашхабад: Ылым, 1988. — 236 с.
- к 80-летию: Вопросы экологии и охраны позвоночных животных. Киев-Львов, 1997. — 84 с.
- к 85-летию: Вопросы орнитологии Туркменистана. Москва: СОПР,2002. — 121 с.
- к 90-летию: Исследования по ключевым орнитологическим территориям в Казахстане и Средней Азии. Выпуск 2. Ашхабад, 2007. — 120 с.
- к 95-летию: Птицы Туркменистана: полевой иллюстрированный определитель. — Ашхабад: Ылым, 2013. — 688 с. (на туркменском и русском языках).
Персональные издания:
- Анвер Кеюшевич Рустамов. Материалы к библиографии ученых Туркменистана. Выпуск 27. Ашхабад: Ылым, 1990. — 140 с. (на туркменском и русском языках).
- Выдающийся зоолог и деятель охраны природы Анвер Кеюшевич Рустамов (1917—2005). — Баку, 2005. — 118 с. (на азербайджанском и русском языках).
- Память воскрешает… к 95-летию Анвера Кеюшевича Рустамова (1917—2005). Академика АН Туркменистана. — М.:МОО, 2012. — 255 с. (на русском и туркменском языках).
- Документально-художественный фильм «Жизнь прожита не зря, но я не писал мемуаров» (2012 г.).

Заседания, семинары и конференции:
— Торжественное совместное заседание Учёных советов Туркменского сельскохозяйственного университета, Института зоологии АН Туркменистана, и Президиума Туркменского общества охраны природы, посвящённое 80-летнему юбилею академика А. К. Рустамова (Ашхабад, декабрь 1997 г.).
— Научный семинар Института зоологии НАН Азербайджана о творчестве и природоохранной деятельности А. К. Рустамова (Баку, ноябрь 2003 г.).
— Орнитологический семинар секции биологических наук Московского общества испытателей природы, посвящённый памяти А. К. Рустамова (Москва, апрель 2005 г.).
— Международная научная конференция «Птицы ключевых орнитологических территорий Центральной Азии» (Ашхабад, декабрь 2007 г.).
— Презентация книги и фильма о жизни и деятельности А. К. Рустамова во время XIV Международной орнитологической конференции стран Северной Евразии (Алматы, 2015 г.)
— Ежегодные «Рустамовские чтения», проводимые Среднеазиатским отделением Мензбировского орнитологического общества с 2007 г. в Ашхабаде.

## Основные научные публикации
Монографии и учебники
1. Птицы пустыни Кара-Кум. — Ашхабад: АН ТССР, 1954. — 342 с.
2. Птицы Туркменистана. — Ашхабад: АН ТССР. — 1958. — Т.2. — 252 с.
3. В стуже и зное: Животное и ландшафт. — М.: Мысль, 1967. — 134 с.; 2-е изд., доп. и перераб. — М.: Мысль, 1976. — 143 с. (соавт.: Г. П. Дементьев, С. М. Успенский).
4. Земноводные и пресмыкающиеся СССР. — М.: Мысль, 1971. — 303 с. (соавт.: А. Г. Банников, И. С. Даревский).
5. Животные культурных ландшафтов. — М.: Мысль, 1975. — 220 с. (соавт.: Н. А. Гладков).
6. Speige ir kaitroje. — Vilnius: Vaga, 1984. — 200 р. (соавт.: G. Demenijevas, S. Uspenskis).
7. Определитель земноводных и пресмыкающихся фауны СССР: Уч. пос. для студ. биол. спец. пед. ин-тов. — М.: Просвещение, 1977. — 415 с. (соавт.: А. Г. Банников, И. С. Даревский, В. Г. Ищенко, Н. Н. Щербак).
8. Охрана природы. — M.: Колос, 1977. — 207 с. (соавт.: А. Г. Банников). 2-е изд. — М.: Агропромиздат, 1985. — 287 с. (соавт.: А. Г. Банников, А. А. Вакулин).
9. Основы экологии и охраны окружающей среды / Уч-к. для сельхозвузов. 1-е изд. — М.: Колос, 1996. — 302 с. (соавт.: А. Г. Банников, А. А. Вакулин). 2-е изд. — М.: Колос, 1999. — 302 с. (соавт.: А. Г. Банников, А. А. Вакулин).
10. Biodiversity Conservation in Central Asia: on the example of Turkmenistan. — Tokyo: NEF, 2007. — 273 p. (соавт.: E.А. Rustamov).
11. Животный мир Туркменистана и его охрана (на примере фауны позвоночных животных). — Ашхабад: Ылым. — 2011. — 298 с. (там же на туркменском языке). русский текст приложение и иллюстрации обложка книги текст книги на туркменском языке
Научные статьи
1. Биоценотические группировки и географическое распространение птиц поймы Амударьи // Изв. ТФАН СССР. — 1945. — № 2. — С.65-72.
34. The Birds of Karabil // Ibis. — 1947. — V.89. — P.615-623. (соавт.: G.P. Dementiev, E.P. Spangenberg).
35. Основные направления адаптации крыла вороновых птиц // ДАН СССР. — 1948. — Т.60. — № 6. — С.1089-1092.
37. К вопросу о южной границе распространения псаммофильной фауны в Каракумах // Бюл. МОИП. Отд. биол. — 1948. — Т.53. — Вып.5. — С.85-91.
42. К морфо-функциональному изучению оперения крыла птицы: (о значении внутренних маховых перьев) // Зоол. журн. — 1949. — Т.28. — Вып.6. — С.553-560. (соавт.: Н. А. Гладков).
44. О соколиной охоте в Каракумах // Изв. ТФАН СССР. — 1950. — № 4. — С.56-61.
45. Птицы Карабиля (Юго-Восточная Туркмения) // Изв. АН ТССР. — 1951. — № 3. — С.52-58. (соавт.: Г. П. Дементьев, Е. П. Спангенберг).
47. Новые данные по зоогеографии и авифауне Южного Устюрта // Изв. АН Казах. ССР. Сер. зоол. — 1951. — Вып.10. — С.61-71.
50. Семейство вороновых // Птицы Советского Союза. — М.: Советская наука, 1954. — Т.5. — С.13-104.
55. К вопросу о понятии «жизненная форма» в экологии животных // 3оол. журн. — 1955. — Т.34. — Вып.4. — С.710-718.
57. La faune avienne des deserts de I’U.R.S.S. // Acta XI Congr. Int. Orn. Birkhauser Verlag Basel. — 1955. — P.510-515.
64. Эколого-зоогеографические заметки о птицах, гнездящихся в фисташковых насаждениях Юго-Восточной Туркмении // 3оол. журн. — 1957. — Т.36. — Вып.5. — С.742-751.
68. О колебании численности некоторых хищных птиц и их кормовой специализации // Тр. Туркм. с/х ин-та. — Ашхабад, 1957. — Т.9. — С.427-433.
70. Районирование и выделение ландшафтно-фаунистических комплексов в зоогеографическом анализе // Пробл. зоогеографии суши. — Львов, 1958. — С.229-233.
71. Гнездящиеся в Туркмении скворцы и их практическое значение // Уч. зап. МГУ. — 1958. 219 — Вып.197. — С.103-112.
72. Численность и размножение сов, хищных птиц и лисицы в связи с численностью грызунов в Южной Туркмении // 3оол. журн. — 1958. — Т.37. — Вып.6. — С.917-925. (соавт.: А. Н. Сухинин, Е. И. Щербина).
75. Фаунистические материалы по наземным позвоночным Западных и Северо-Восточных Каракумов // Уч. зап. ТГУ им. А. М. Горького. — Ашхабад, 1959. — Вып.9. — Ч.З. — С.101-147. (соавт.: Е. С. Птушенко).
76. Об орнитогеографических связях Копетдага с Гирканией // Тр. Ин-та зоол. АН Каз. ССР. — Алма-Ата, 1961. — Т.15. — С.132-138.
79. Фаунистический комплекс — единица зоогеографического анализа // Тр. Туркм. с/х ин-та. — Ашхабад, 1963. — Т.12. — С.41-45.
82. Ещё раз о понятии «жизненная форма» в экологии животных // Пробл. орнитологии: Тр. III Всесоюз. конф. — Львов, 1964. — С.18-29.
84. Основные проблемы изучения птиц культурных ландшафтов // Совр. пробл. орнитологии. — Фрунзе, 1965. — С.111-156. (соавт.: Н. А. Гладков).
87. Краткий обзор герпетофауны Туркмении и её зоогеографические особенности // Позвоночные животные Средней Азии. — Ташкент, 1966. — С.158-168.
89. Экология такырной круглоголовки (Phrynocephalus helioscopus Pallas) в Туркмении // 3оол. журн. — 1967. — Т.46. — Вып.5. — С.741-748. (соавт.: С.Шаммаков).
90. Crows Family Corvidae // Birds of the Soviet Union (Ptitsy Sovetskogo Soyuza). — V.5. — 1954. / Translated from Russian Izrael Program for Scientific Translations. — Ierusalem, 1967.
93. Зоогеографические особенности различных групп наземной фауны пустынь Средней Азии // Орнитология. — 1968. — Вып.9. — С.131-136.
95. О некоторых экологических и зоогеографических аспектах освоения пустынь Средней Азии // Пробл. осв. пустынь. — 1969. — № 2. — С.9-14.
102. Проблемы охраны животного мира в Средней Азии // Научные основы охраны природы и их преподавание в высшей и средней школе. — Томск, 1970. — С.88-91.
104. О некоторых вопросах региональной зоогеографии // Животный мир Туркмении: (наземные позвоночные). — Ашхабад: Ылым, 1970. — С.16-23.
117. Влияние антропогенных факторов на животный мир пустынь и некоторые вопросы его охраны // Охрана природы и рац. использ. диких животных. / Сб. науч. тр. МВА им. К. И. Скрябина. — М., 1974. — Т.72. — С.173-178.
119. Воздействие человека на биогеоценозы и охрана природы // Изв. АН ТССР. Сер. биол. наук. — 1974. — № 6. — С.3-9.
123. Охрана природы пустынь Средней Азии и Казахстана // Пробл. осв. пустынь. — 1976. — № 3-4. — С.29-34.
124. Вода в пустыне как экологический и зоогеографический фактор // Теоретич. и прикладные аспекты охраны природы и охотоведения / Сб. науч. тр. МВА им. К. И. Скрябина. — 1976. — Т.84. — С.40-44.
125. Объём и распространение в Средней Азии вида сетчатая круглоголовка Phrynocephalus remaculatus Eichwald (Sauria, Agamidae) // Теоретич. и прикладные аспекты охраны природы и охотоведения / Сб. науч. тр. МВА им. К. И. Скрябина. — 1976. — Т.84. — С. 113—119. (соавт.: И. С. Даревский, С. Шаммаков).
128. Экология пятнистой круглоголовки (Phrynocephalus maculatus) // Зоол. журн. — 1977. — Т.56. — Вып. 9. — С.1351-1356. (соавт.: С. Шаммаков).
129. Орнитология и охрана природы // Адаптивные особенности и эволюция птиц. — М., 1977. — С.11-15.
135. О «Красной книге» Туркменской ССР // Изв. АН ТССР. Сер. биол. наук. — 1978. — № 4. — С.8-10.
139. Животный мир, его охрана и рациональное использование // Охрана природы Туркменистана. — Ашхабад: Туркменистан, 1978. — Вып.4. — С.94-110.
142. Conservation of Deserts in the USSR // Some Problems of Wildlife Conservation in the USSR. — M., 1978. — P.37-55.
147. Охрана фауны // Охрана природы Туркменистана. — 1979. — Вып.5. — С.10-18.
149. Возродить гепарда в Закаспии // Природа. — 1980. — № 7. — С.46-49.
150. Антропогенные изменения окружающей среды и птицы // Экология, география и охрана птиц. — Л. — 1980. — С.138-143.
157. М. А. Мензбир о параллелизме // Вестник зоологии. — 1981. — № 2. — С.3-9.
158. Охрана редких и исчезающих видов герпетофауны Туркменистана и рациональное использование ядовитых змей // Изв. АН ТССР. Сер. биол. наук. — 1981. — № 4. — С.10-17. (соавт.: В. М. Макеев).
159. Зоогеографические связи герпетофануы Средней Азии и Кавказа // Бюл. МОИП. Отд. биол. — 1981. — Т.86. — Вып.4. — С.31-36.
160. Экология туркестанской агамы (Agama lehmanni) в горах Средней Азии // Зоол. журн. — 1981. — Т.9. — № 7. — С.1040-1045. (соавт.: Ч. Атаев и др.).
166. On the herpetofauna of Turkmenistan // Vertebrata Hungarica. — 1982. — Т.21. — P.215-226. (соавт.: S. Shammakov).
169. Туркменистан — ключевой регион в сохранении генофонда редких и исчезающих видов животных // Изв. АН ТССР. Сер. биол. наук. — 1983. — № 5. — С.3-11.
171. Биология турача в СССР и стратегия его охраны // Изв. АН ТССР. Сер. биол. наук. — 1984. — № 5. — С.15-21.
173. Параллелизм и конвергенция в адаптациях птиц аридных экосистем // Орнитология. — 1984. — Вып.19. — С.64-67. (соавт.: Н. Н. Дроздов).
178. К экологии туркменского эублефара (Eublepharis turkmenicus Darevsky, 1978) // Изв. АН ТССР. Сер. биол. наук. — 1985. — № 1. — С.3-7. (соавт.: Ч. Атаев, О. С. Сопыев, А. Н. Макаров).
182. Млекопитающие // Красная книга Туркменской ССР. — Ашхабад: Туркменистан, 1985. — С.21-104. (соавт.: Ю. К. Горелов, Н. Ишадов, Е. И. Щербина).
183. Птицы // Красная книга Туркменской ССР. — Ашхабад: Туркменистан, 1985. — С.105-208.
184. Пресмыкающиеся // Красная книга Туркменской ССР. — Ашхабад: Туркменистан, 1985. — С.209-270. (соавт.: Ч. Атаев, С. Шаммаков).
185. Земноводные // Красная книга Туркменской ССР. — Ашхабад: Туркменистан, 1985. — С.271-275. (соавт.: Ч. Атаев, С. Шаммаков).
186. Рыбы // Красная книга Туркменской ССР. — Ашхабад: Туркменистан, 1985. — С.277-293.
187. Turkmenien // Handbuch der Vogel der Sowjetunion. — B.1. Erforschungsgeschichte. Gaviiformes. Podicipediformes. Procellariiformes. — A. Ziemsen Verlag Wittenberg Lutherstadt. — 1985. — S.106-111.
189. Джейраны в Туркменистане: состояние популяций, расселение и разведение, меры охраны // Охрана и перспективы восстановления численности джейрана в СССР. — М., 1986. — С.17-21. (соавт.: X.И. Атамурдов и др.).
190. Герпетогеографическое районирование Средней Азии // ИЗВ. АН ТССР. Сер. биол. наук. — 1986. — № 3. — С.13-20. (соавт.: Н. Н. Щербак).
199. Неотложные задачи работы с Красной книгой Туркменской ССР // Изв. АН ТССР. Сер. биол. наук. — 1987. — № 4. — С.8-14.
204. Каспийский улар в Туркменистане: биология и методы разведения // Редкие и малоизученные животные Туркменистана. — Ашхабад: Ылым, 1988. — С.24-38. (соавт.: О. С. Сопыев и др.).
205. Фауна и экология птиц и рептилий хребта Кугитанг // Редкие и малоизученные животные Туркменистана. — Ашхабад: Ылым,1988. — С.82-117. (соавт.: О. С. Сопыев и др.).
210. Люди и животные в пустыне // Наука в СССР. — 1990. — № 1. — С.78-84.
213. Vom Aussterben bedroht: Der Mittelasiatische Wustensperling // Der Falke. — H.1. — 1990. — S.12-15. (соавт.: О. Sopiev).
214. Д. Н. Кашкаров о применимости принципа Ле Шателье в биологии // Изв. АН ТССР. Сер. биол. наук. — 1990. — № 5. — С.3-7.
223. О некоторых вопросах сохранения биологического разнообразия в условиях антропогенно трансформированной пустыни // Пробл. освоения пустынь. — 1991. — № 3-4. — С.31-38.
226. Животный мир Каракумов // Пустыня Каракум и пустыня Тар. — Ашхабад: Ылым, 1992. — С.146-156.
230. Vertebrates in the Red Date Book of Turkmenistan // Biogeography and Ecology of Turkmenistan. — Kluwer Academic Publishers, 1994. — P.205-230. (соавт.: О. Sopyev).
231. Ecology of birds in the Karakum Desert // Biogeography and Ecology of Turkmenistan. — Kluwer Academic Publishers, 1994. — P.247-264.
232. Reptiles of Kopetdag // Biogeography and Ecology of Turkmenistan. — Kluwer Academic Publishers, 1994. — P.329-350. (соавт.: Ch. Atayev, S. Shammakov).
233. К экологии каспийского улара (Tetraogallus caspius Gm.1784) в Копетдаге // Тр. ЗИН РАН. — Т.252. — 1995. — С.123-138. (соавт.: О. Сопыев, А. В. Солоха).
237. Принцип Ле Шателье в приложении к сохранению биологического разнообразия // Вопр. эколог. и охраны позв. животных. — Вып. 2. — Киев-Львов, 1998. — С.44-48.
246. Заметки о фауне птиц Бадхыза и Карабиля // Экология и охрана птиц Центральной Азии. — Киев-Москва. — 2002. — С. 96-106. (соавт.: О. С. Сопыев).
248. О величине популяции Laudakia caucasius (Eichwald,1831) (Sauria, Agamidae) и её динамике в предгорьях Копетдага // Бюлл. МОИП. Отд.биол. — 2003. — 108. — Вып.5. — С.75-77. (соавт.: Ч. Атаев).
253. О репродуктивных особенностях пресмыкающихся (Reptilia) Центральной Азии // Selevinia. — 2005. — С.135-142. (соавт.: Ч. Атаев.)